# راسترن
راسترن (به انگلیسی: Rosthern) یک منطقهٔ مسکونی در کانادا است که در ساسکاچوان بین پرینس آلبرت و ساسکاتون واقع شده‌است. راسترن ۴٫۳۱ کیلومتر مربع مساحت و ۱٬۶۸۸ نفر جمعیت دارد.